# Ulrich Stadler
Ulrich Stadler (Brixen, Tirol ? - Bučovice, Moravia, 1540) fue un anabaptista, líder de los cristianos huteritas.
Fue funcionario de una empresa minera en Sterzing. A principios de 1520 se hizo luterano, pero poco después se unió a los anabaptistas de Sterzing. Cuando la persecución se hizo insoportable, se trasladó a Moravia. 
En 1535, cuando la persecución a los anabautistas se desató en Moravia, Stadler y sus compañeros de hermandad se refugiaron en Polonia. Se establecieron allí, bajo su supervisión, hasta 1537, en Ladomir, en Podolia, al sur de Volinia, cerca de la frontera con Galicia y también, en el principado Krasnystaw, en Volinia. Una carta "A las autoridades de Polonia", muestra que se encontraron con muchas dificultades también en ese país, a pesar de la tolerancia de los nobles polacos. 
En 1537, cuando la persecución en Moravia cesó, regresó a Moravia con un centenar de personas, las cuales sobrevivieron a muchos peligros en la marcha de regreso. En Bučovice, al oriente de Austerlitz, estableció una hermandad cristiana. En ese momento Hans Amon era el jefe de los huteritas; Stadler le visitó y después de largas conversaciones se unió orgánicamente a la hermandad huterita. Luego se desempeñó como jefe de la hermandad de Bučovice, hasta su fallecimiento en 1540.

## Escritos
Stadler fue un escritor prolífico y numerosos textos suyos se encuentra en los códices huteritas. Su obra Una amorosa instrucción puede considerarse como la expresión original, desde una alta espiritualidad, de la idea de compartir plenamente en la fraternidad cristiana; trata sobre la vida de la comunidad cristiana, la necesidad de la comunidad de bienes, el amor, el orden de la santidad, el pacifismo y la serenidad cristiana.
Stadler en esa obra llama a "que la propiedad, el suyo, el tuyo y el mío, no puedan encontrarse en la casa del Señor y en su lugar encontremos un mismo amor". Según él, "los verdaderos amigos tienen todas las cosas en común... Vemos esto en los santos apóstoles, un hermano sirve al otro, una comunidad a la otra y se prestan ayuda mutua en el Señor."   
La Comunidad de Cristo en su cuerpo y la sangre, un orden en la casa de Dios y muchos artículos suyos se refieren a la vida de la iglesia y a sus normas, así como al ministerio de los líderes. Introducción al Cristianismo y ¿Qué Bautismo? son textos básicos.  En Sobre el estado matrimonial, expone la concepción huterista sobre el matrimonio, la familia y la vida matrimonial.
En La Palabra Viviente y Escrita, explica que hay una Palabra de Dios interior además de la Palabra exterior leída o predicada y que, es necesario "recibir la verdadera Palabra de Dios en el fondo del alma", viviéndola; es la Palabra que gobierna la vida de quien realmente la acepta. Es el Nuevo Testamento que "se siembra en nuestros corazones" y hace nacer "un hombre nuevo en Jesucristo"; "la palabra externa da testimonio de esta Palabra viviente, si uno le presta atención", como el rótulo de la botella anuncia el vino, "pero el letrero no es el vino". 